# Karl Ludwig Reimann
Karl Ludwig Reimann (* 1. Januar 1804 in Buttstädt; † 15. April 1872 in Pforzheim, oder auch: Karl Louis Reimann) war ein deutscher Chemiker und Unternehmer.

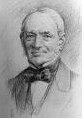
Karl Ludwig Reimann (um 1860)

## Leben
Reimann wurde in Buttstädt unweit von Weimar im heutigen Thüringen als Sohn eines Kaufmanns und Bürgermeisters geboren. Er arbeitete von 1818 bis 1823 als Pharmazeut in Jena und von 1824 bis 1825 in Salzuflen. Reimann war Schüler von Johann Bartholomäus Trommsdorf in der Erfurter Schwanen-Apotheke und wurde 1826 bis 1829 Assistent seines Schwiegervaters Philipp Lorenz Geiger. 1825 arbeitete er mit Dietrich Georg von Kieser zusammen. Im Jahr 1826 schrieb er in Jena seine Dissertatio Inauguralis Medico-Chirurgica De hydrocele. Reimann verschrieb sich in der medizinischen Fakultät der Universität Heidelberg bei Leopold Gmelin dem Studium der Chemie und war als Dozent tätig. 1828 isolierte er zusammen mit dem Mediziner Christian Wilhelm Posselt im Rahmen einer wissenschaftlichen Preisaufgabe an der Universität Heidelberg das Nikotin aus den Tabaksblättern und erprobte seine Wirkung an Tieren. Für ihre Untersuchungen erhielten sie vom Großherzog von Baden eine Goldmedaille, die goldene Staatsmedaille des Großherzogtums Baden.
Geiger empfahl ihn dem Pforzheimer Fabrikanten Johann Adam Benckiser als Chemiker, er wurde im Jahr 1830 eingestellt und stieg 1833 zum Teilhaber auf. In den Folgejahren wurde aus der relativ kleinen Chemiewerkstätte eine Chemiefabrik, in der neben Chemikalien wie Glaubersalz, Zinn- und Zinksalzen sowie Scheidewasser vor allem künstliche Weinsäure nach einem von Reimann entwickelten Verfahren produziert wurde. Beide begründeten das Chemieunternehmens Joh. A. Benckiser GmbH. In Benckisers Testament verfügte er 1844 seinen Sohn Alfons sowie seinen Schwiegersohn Karl Ludwig Reimann zu seinen Nachfolgern. 1855 kauften beide in der heutigen Frankenthaler Straße in Ludwigshafen am Rhein von dem Konkurrenten Jakob Levino eine unrentable Chemiewerkstätte auf und gründeten 1858 eine zweite Fabrik, wo sie ein Verfahren zur industriellen Herstellung von Weinsäure entwickelten. Neben dem Hauptprodukt Weinsäure wurden verschiedene Salze für die Pharmazie und Textilindustrie sowie später Zitronensäure und zahlreiche Phosphatsalze hergestellt. Mit Aufgabe der Produktion 1888/89 in Pforzheim wurde die Herstellung von Schwefel-, Salpeter- und Salzsäure gänzlich nach Ludwigshafen verlegt.
Mitinhaber Alfons Benckiser überließ nach seinem Ausscheiden aus der Firma ab 1889 seine Anteile am Ludwigshafener Chemiewerk seinem jüngsten Sohn Theodor Benckiser. Der zu seiner Nachfolge vorgesehene älteste, als Chemiker promovierte Sohn August (1834–1915) erkrankte kurz nach seiner Heirat 1869 mit Clara Diffené – einzige Tochter des langjährigen Mannheimer Ersten Bürgermeisters Heinrich Christian Diffené – unheilbar an schwerem Verfolgungswahn und konnte die Nachfolge nicht antreten. Nach Reimanns Tod übernahm bis 1876 sein drittgeborener Sohn Arthur (1841–1929) die Leitung der Ludwigshafener Firma, ehe Reimanns zweitältester Sohn Emil – ein Kaufmann – die Firma leitete. Einer seiner Nachfolger wurde 1896 sein Enkel Albert Reimann senior, der in München im Fach Chemie promoviert hatte. Später kam noch Urenkel Albert Reimann junior hinzu. Heute ist die Unternehmerfamilie Reimann eine der wohlhabendsten Familien Deutschlands.
Reimann, der sich während seiner Hochschulzeit einen Lungenflügel verätzte, war verheiratet mit einer Tochter von Philipp Lorenz Geiger. Im Jahr 1833 heiratete er Elise (1813–1890), eine Tochter von Johann Adam Benckiser; mit ihr hatte er drei Töchter und vier Söhne. Begraben ist er auf dem alten Friedhof in Pforzheim (jetzt: Oststadtpark, der Grabstein ist erhalten).